# Entamoeba
Genre
Classification NCBI
Entamoeba est un genre d'amibes.

## Espèces
Entamoeba barreti – Entamoeba bovis – Entamoeba coli – Entamoeba gingivalis – Entamoeba hartmanni – Entamoeba histolytica – Entamoeba invadens – Entamoeba moshkovskii – Entamoeba polecki – Entamoeba struthionis – Entamoeba terrapinae ...